# João Filgueiras
João da Gama Filgueiras Lima, né le 10 janvier 1932 à Rio de Janeiro et mort le 21 mai 2014 à Salvador, est un architecte brésilien.

## Biographie
João Filgueiras Lima naît le 10 janvier 1932 à Rio de Janeiro.
Formé à l'Escola Nacional de Belas Artes à Rio de Janeiro en 1955, il commence sa carrière en travaillant pour l'Institut des retraites et pensions des banquiers (IAPB) à Rio de Janeiro, avant de s'installer dans la nouvelle capitale Brasília en 1957 pour construire les bâtiments de l'institut. En 1958, il devient associé du bureau Arquitetura e Construções.
En 1962, il est invité par l'anthropologue et éducateur Darcy Ribeiro (1922-1999) et par Niemeyer à coordonner le Centre de planification Ceplan à l'UnB. Il y introduit au Brésil la technologie du béton préfabriqué développée par les pays d'Europe de l'Est. Interrompues par le coup d'État militaire, ces expériences reprennent à Salvador dans les années 1970, lorsque le maire de l'époque, Mario Kertész (1945), créé l'Entreprise de rénovation urbaine - Renurb, de 1978 à 1982, dans le but de mettre en place un système de transport efficace dans la ville. 
João Filgueiras Lima meurt le 21 mai 2014 à Salvador.